# Actinopyga nobilis
Actinopyga nobilis är en sjögurkeart som först beskrevs av Emil Selenka.  Actinopyga nobilis ingår i släktet Actinopyga och familjen Holothuriidae. Inga underarter finns listade i Catalogue of Life.